# تيم رايت (موسيقي)
تيم رايت (بالإنجليزية: Tim Wright)‏ هو موسيقي أمريكي، ولد في 1950، وتوفي في 4 أغسطس 2013 بسبب سرطان.

## وصلات خارجية
- تيم رايت على موقع الموسوعة البريطانية (الإنجليزية)
- تيم رايت على موقع ميوزك برينز (الإنجليزية)
- تيم رايت على موقع أول ميوزيك (الإنجليزية)
- تيم رايت على موقع ديسكوغز (الإنجليزية)